# Codul Internațional de Nomenclatură Zoologică
Codul Internațional de Nomenclatură Zoologică (engleză International Code of Zoological Nomenclature, ICZN sau codul ICZN) este o convenție general-acceptată în domeniul zoologiei care stabilește modul universal de denumire științifică a organismelor tratate ca animale. 
principii
Reglementarea numelor de animale este bazată pe șase principii centrale, care au fost stabilite (ca principii) în a treia ediție a Codului (1985):

## Principiul de nomenclatură binominală
Acesta este principiul că, denumirea științifică a unei specii, și nu unui taxon de la orice alt rang, este o combinație de două nume; utilizarea unui trinom pentru nume de  subspecie și de nume uninominal pentru taxon superior privind un grup de specii, este în acord cu acest principiu.
Acest lucru înseamnă că, în sistemul de nomenclatură pentru animale, numele unei specii este compus dintr-o combinație de o denumire generică și un nume specific; împreună fac un nume "binominal". Nici un alt rang nu poate avea un nume compus din două nume. Exemple:
Specii: Giraffa camelopardalis
Subspeciile au un nume format din trei nume, un  nume "trinominal": nume generic, nume specific, nume subspecific:
Subspecii: Giraffa camelopardalis rothschildi
Taxonul unui rang mai sus de specie are un nume compus dintr-un singur nume, un "nume uninominal".
Genuri: Giraffa, familia Giraffidae
În nomenclatură botanică, echivalentul pentru "nomenclatura binominală" este "nomenclatură binară" (sau, uneori, "nomenclatură binominală").

## Principiul de prioritate
Acesta este principiul, că denumirea științifică formală corectă pentru un taxon animal, numele valabil, corect de a fi utilizat, este cel mai vechi nume disponibil care se aplică lui.  Acesta este cel mai important principiu, preceptul fundamental călăuzitor care a păstrat stabilitatea nomenclaturii zoologice. El a fost formulat pentru prima dată în 1842 de către o comisie numită de către Asociația Britanică să ia în considerare normele de nomenclatură zoologică. Hugh Edwin Strickland a scris raportul comisiei.
exemplu:
Nunneley în 1837 a stabilit Limax maculatus (Gastropoda), Wiktor în 2001 a clasificat ca un sinonim junior denumirea Limax maximus (Linnaeus) din 1758 din Sudul și Vestul european. Limax maximus a fost stabilit mai întâi, așa că, dacă clasificare Wiktor lui 2001 este acceptată, Limax maximus are prioritate față de Limax maculatus și trebuie să fie utilizată pentru specie.
Există aproximativ 2-3 milioane de cazuri de acest gen, pentru care se aplică acest principiu în zoologie.